# ウィーン学派 (医学)
医学におけるウィーン学派は、18世紀中期から、ウィーン大学の病院を中心にした臨床医の学派で、フランスのパリ病院学派、イギリスのエディンバラ学派とともに当時の医学の中心となった学派である。

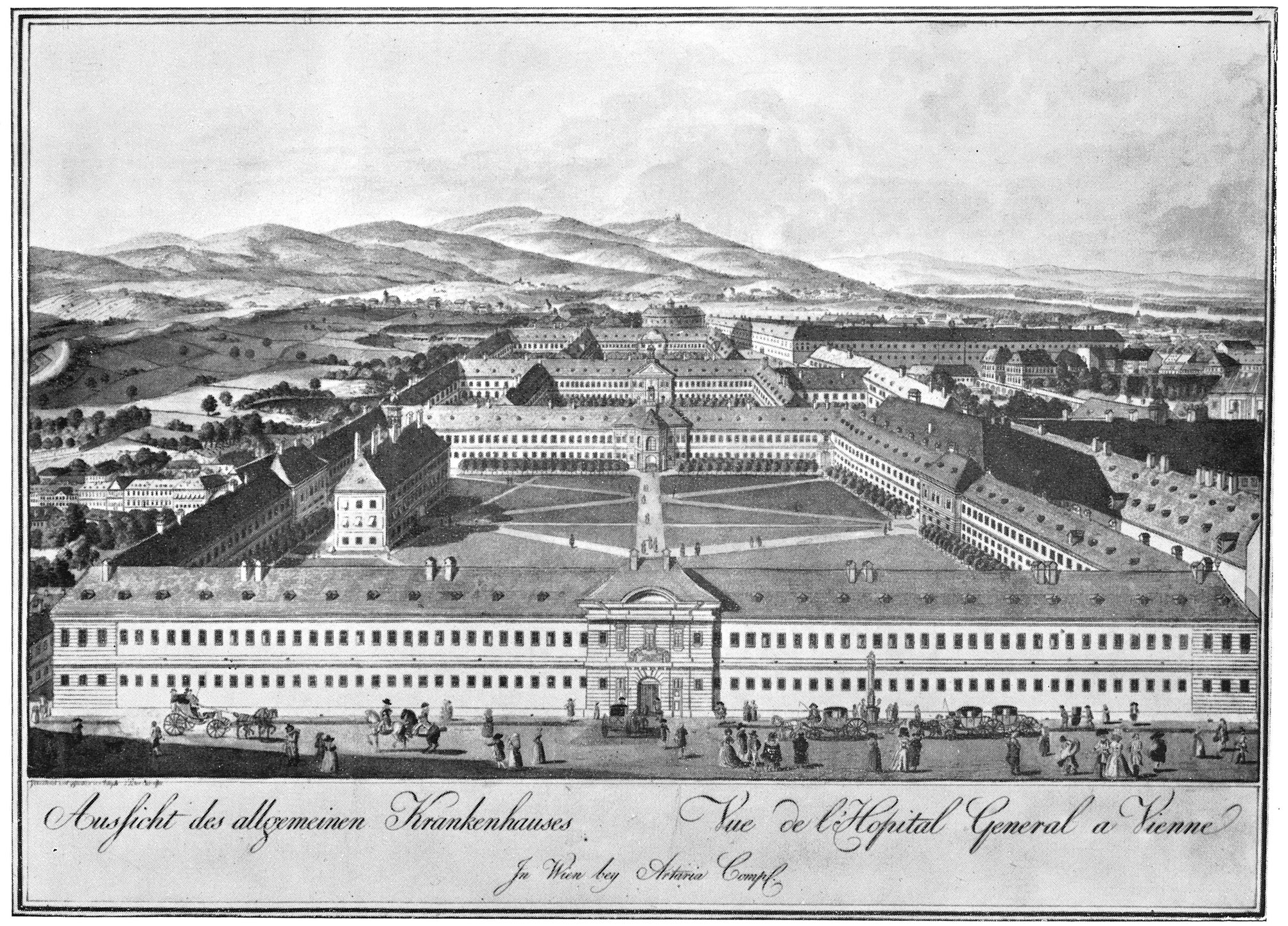
ウィーン総合病院 1784

1745年にマリア・テレジアが、オランダのヘルマン・ブールハーフェのもとで学んだ、ゲラルド・ファン・スウィーテンを侍医として招いたのに始まり、1754年に王室の援助で1754年に最初の近代的な病院が設立された。最初の院長は、オランダ生まれのアントン・デ・ハーエンが務め、マクシミリアン・シュトールがその後を継いだ。レオポルト・アウエンブルッガーや アントン・フォン・シュテルクらが加わり、研究や医学教育を行った。
ヨーゼフ2世が1784年にウィーン総合病院 （Erste Allgemeine Krankenhaus Wiens）を設立し、1809年にヨハン・ペーター・フランクによって研究部門が改組された。 Johann Lukas Boerによって、独立した教科として産科が設立され、1812年にGeorg Joseph Beer が眼科の最初の教授となった。これらの医師によって医学は臨床的で科学的な方法に基づくものに変えられていった。
ウィーン大学で研究した有名な医師には病理学の分野でカール・ロキタンスキーや 、細胞説のルドルフ・ウィルヒョー、センメルヴェイス・イグナーツやヨーゼフ・スコダや、皮膚科のFerdinand von Hebraがいる。
精神科の分野でテオドール・マイネルト(Theodor Meynert)、神経学の分野にルートヴィヒ・テュルク(Ludwig Türck)、生理学の分野のヨハン・ネポム・チェルマーク（Johann Nepomuk Czermak）らも、ウィーン大学の講師として、診療所で研究した。
ウィーン学派の医師としては、他にテオドール・ビルロート、Leopold Schrötter von Kristelli、Eduard Jäger von Jaxtthal 、Ernst Wilhelm von Brücke 、ヘルマン・フォン・ヘルムホルツ、フェルディナント・アールト、 Ernst Fuchs、Carl Stellwag von Carion、Carl Koller、Johann von Oppolzer、Friedrich Schauta、Ernst Wertheim、Hermann Nothnagel、Samuel Siegfried Karl von Basch、Gustav Gärtner、Julius Wagner-Jauregg などがあげられる。
カール・ラントシュタイナーとローベルト・バーラーニはノーベル賞を受賞した。アドルフ・ローレンツ、Karel Frederik Wenckebach、Guido Holzknecht Leopold Freund 、Clemens von Pirquetなども知られる。
第一次世界大戦後の敗戦による財政難や、ドイツのオーストリア併合後のユダヤ人排斥などによってウィーンの栄光は色あせていった。

## 参考資料
- Theodor Puschmann: Die Medicin in Wien während der letzten 100 Jahre. Verlag Perles, Wien 1884 (4 MF, Bibliothèque Nationale, Paris 1977)
- Max Neuburger: Die Entwicklung der Medizin in Österreich. Fromme, Wien 1918.
- Die Wiener Medizinische Schule. In Das Österreich Buch. Hrsg. Ernst Marboe , Österreichischer Bundesverlag, Wien 1948, S. 143–152.
- Erna Lesky: Die Wiener medizinische Schule im 19. Jahrhundert. Böhlau, Graz 1978, ISBN 3-205-02022-7.
- Anna Ehrlich: Bader, Ärzte, Scharlatane - die Geschichte der österreichischen Heilkunst. Amalthea Verlag, Wien 2007, ISBN 3-85002-549-7.